# Kawkareik (dystrykt)
Kawkareik (birm.: ကော့ကရိတ်ခရိုင်) – dystrykt w Mjanmie, w stanie Karen.
Dystrykt leży w południowej części stanu. Od południowego wschodu graniczy z Tajlandią.
Według spisu z 2014 roku zamieszkuje tu 475 191 osób, w tym 231 210 mężczyzn i 243 981 kobiet, a ludność miejska stanowi 17,4% populacji.
Dystrykt dzieli się na 2 townships: Kawkareik i Kyarinseikkyi oraz 2 subtownships Payarthonezu i Kyaidon.